# Руновский (посёлок)
Руновский — посёлок в Питерском районе Саратовской области, входит в состав сельского поселения Нивское муниципальное образование.

## История
В 1984 г. Указом Президиума ВС РСФСР поселок 1-я ферма совхоза «Малоузенский» переименован в Руновский.

## Население
| 2002 | 2010 |
| ---- | ---- |
| 151  | ↘76  |